# هرنادسوردوک
هرنادسوردوک (به مجاری:  Hernádszurdok) یک منطقهٔ مسکونی در مجارستان است که در بورشود-آبااوی-زمپلن واقع شده‌است.